# César Carballo Cardona
César Carballo Cardona (Madrid, Espanya) és un metge i especialista en emergències espanyol, adjunt del servei d'urgències de l'Hospital Universitari Ramón y Cajal i vicepresident de la Societat Espanyola de Medicina d'Urgències i Emergències (SEMES) de Madrid. Col·laborador prolífic de programes de televisió des de l'inici de la pandèmia de COVID-19 a Espanya, ha estat denominar pel Huffington Post i 20minutos com un dels especialistes mèdics més mediàtics de la crisi.
Llicenciat en medicina per la Universitat d'Alcalá, es va especialitzar en medicina familiar i d'urgència a l'Hospital Universitario 12 de Octubre, adquirint una sèrie de màsters en la matèria. Ha circulat pels serveis d'urgències de diversos hospitals de la comunitat de Madrid, entre ells: La Paz, Infanta Sofía i Ramón y Cajal, l'últim dels quals amb especual notabilitat. En 2014, es va convertir en vicepresident de SEMES Madrid. El 2019 va protagonitzar una situació polèmica a l'ésser cessat del seu lloc de coordinador a l'Hospital La Paz sense haver complert el seu període reglamentari, situació que SEMES va denunciar com a producte d'irregularitats addicionals en el centre. Abans de la seva destitució, el facultatiu havia sol·licitat recursos humans per cobrir els mesos d'estiu.
A principis de 2020, Carballo va iniciar aparicions televisives nacionals com a part dels experts convidats a el programa de Cuatro Cuarto Milenio, abordant per a Iker Jiménez la situació del començament de la pandèmia de COVID-19. El mateix programa, en el qual es van abocar pronòstics posteriorment reconeguts sobre l'evolució de la pandèmia, va deixar d'emetre al març del mateix any a causa de la situació, unint-se llavors Carballo a Milenio Live i La Estirpe de los Libres, programes de YouTube amb què Jiménez va reemplaçar la seva activitat en cadena. El metge participaria de nou en l'episodi de retorn de Cuarto Milenio al setembre, i més tard entraria a formar part d'un monogràfic setmanal també presentat per Jiménez, Horizonte: Informe Covid, a Telecinco (més tard a Cuatro). Durant el transcurs de la cessació, es va incorporar també a l'elenc habitual d'altres mitjans no vinculats, entre ells La Sexta Noche a La Sexta i Espejo público a Antena 3.
Carballo es va destacar ràpidament per la seva postura habitual, crítica cap a la gestió de la pandèmia per part de Govern d'Espanya, arribant a demanar la dimissió del director de Centre de Coordinació d'Alertes i Emergències Sanitàries, Fernando Simón, en una de les seves primeres intervencions a La Sexta Noche al novembre.
El mateix mes, va presentar en Horizonte un protector labial comercialitzat per ell, FreeLips, dissenyat per evitar la transmissió de virus per les superfícies dels vasos. L'audiència del programa es mostraria dividida, captat l'interès d'uns i la crítica d'altres, encara que la demanda virtual del producte en les pròximes hores va resultar tal que la seva pàgina web va quedar col·lapsada.
El 13 de gener de 2021, Carballo va ser un dels primers sanitaris en rebre la vacuna contra la coronavirus desenvolupada per Pfizer, pujant a Twitter un vídeo de la seva administració i animant als seus seguidors a fer-ho, no sense criticar de nou el procés governamental de la vacunació. Només dos dies després, Carballo es va veure immers en una polèmica a Twitter amb un membre del comitè científic del govern de Canàries, Lluís Serra, que va acusar Carballo d'afirmar amb desconeixement en la matèria de salut pública, al que va seguir una resposta del facultatiu recordant la seva experiència explícita en aquesta àrea.